# AfroCan
L'AfroCan est une compétition de basket-ball organisée par la FIBA Afrique réunissant des sélections nationales africaines de basket-ball composées exclusivement de joueurs évoluant sur le continent africain. Équivalent du Championnat d'Afrique des nations de football créé en 2019; l'AfroCan est organisé tous les quatre ans, deux ans après l'Afrobasket,. 
La première édition a lieu en juillet 2019 au Mali. Le tenant du titre est le Maroc.

## Palmarès
| Année | Lieu   | Vainqueur                        | Finaliste     | Troisième | Quatrième                        |
| ----- | ------ | -------------------------------- | ------------- | --------- | -------------------------------- |
| 2019  | Bamako | République démocratique du Congo | Kenya         | Angola    | Maroc                            |
| 2023  | Angola | Maroc                            | Côte d'Ivoire | Rwanda    | République démocratique du Congo |